# Дубрава (Башкортостан)
Дубрава (баш. Дубрава) — деревня в Уфимском районе Республики Башкортостан Российской Федерации. Входит в состав Таптыковского сельсовета.

## География

### Географическое положение
Расстояние до:
- районного центра (Уфа): 18 км,
- центра сельсовета (Таптыково): 8 км,
- ближайшей ж/д станции (Уршак): 21 км.

## История
Официально образована в 2005 году (Закон «О внесении изменений в административно-территориальное устройство Республики Башкортостан в связи с образованием, объединением, упразднением и изменением статуса населенных пунктов, переносом административных центров» от 20 июля 2005 года, № 211-з).

## Население
| 2009 | 2010 |
| ---- | ---- |
| 152  | ↗180 |